# Marie-Rosalie Bertaud
Pour les articles homonymes, voir Bertaud.
Marie-Rosalie Bertaud, née à Paris vers 1738, et morte avant juillet 1798, est une graveuse française.

## Biographie
Le vie de Marie-Rosalie Bertaud est à ce jour peu documentée. Elle reçoit l'enseignement de maîtres en gravure que sont Pierre-Philippe Choffard et Augustin de Saint-Aubin. Devenue buriniste confirmée, elle produit avant la Révolution française, entre 1770 et 1785, pas moins de huit gravures d'après des tableaux de Claude Joseph Vernet, ses interprétations recevant alors de nombreux compliments et citations dans la Gazette de France et le Mercure de France. Henri Beraldi signale également une figure allégorique entourant un portrait en camée du roi Gustave III de Suède.
Vers 1770, il est indiqué sur ces tirages qu'elle possède boutique près Saint-Germain-l'Auxerrois, par la « place des Trois-Maries ». Certaines gravures, comme La Barque mise à flot, sont par ailleurs annoncées vendues également chez Basan et Poignant (avant 1788).
Le 5 septembre 1775, elle épouse en l'église Saint-Roch, Étienne Pierre Chevery, procureur en la prévosté de l'Hôtel du Roy. Un contrat de mariage entre les époux a été reçu la veille par Maître Pierre Le Bœuf de Lebret à Paris. Elle demeure en 1779, rue du Four-Saint-Honoré, quartier de Saint-Eustache.

## Œuvre
Burins d'après Vernet, :

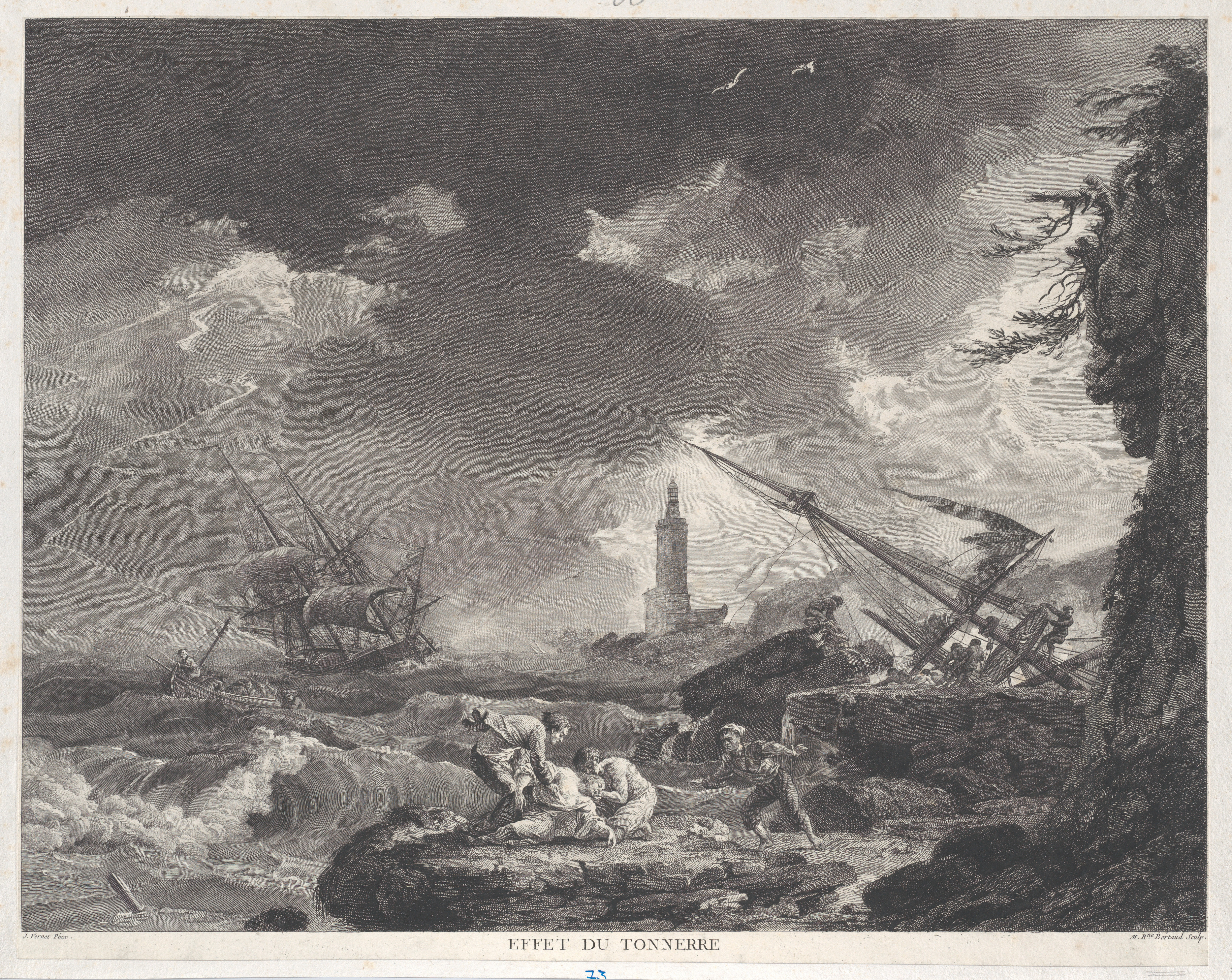
Effet du tonnerre, burin d'après Vernet.

- Orage impétueux, 1770 — un état après la lettre est dédié à Antoine Matthieu Le Carpentier
- Les pêcheurs à la ligne, 1770 — un état après la lettre est dédié à Mme de Monthulé[8]
- Le Rocher percé, s.d., pendant du suivant
- La Barque mise à flot, 1770, pendant du précédant, un état après la lettre est dédié à Jean-Baptiste de Monthulé
- La Pêche au clair de la lune, 1771
- Les pêcheurs italiens, 1770
- Effet du tonnerre, vers 1755–1785
- Les dangers de la mer, vers 1773

Burin d'après Moreau le jeune :
- Gustave III. Felicitas publica, 1773

Pièce conservée à l'ENSBA :
- Armes et trophées du Dauphin, crayon noir, s.d[9].